# Quantum of Solace
Quantum of Solace je 22. film ze série o Jamesi Bondovi a druhá bondovka, ve které agenta britské tajné služby MI6 hraje Daniel Craig. Navazuje na předešlý film o  agentovi 007 Casino Royale. Film natočil v roce 2008 režisér Marc Forster. Hlavní postavou je sice James Bond, ale příběh filmu se nezakládá na některém z románů Iana Fleminga. Byl vytvořen scenáristy.

## Příběh
Film navazuje bezprostředně na události filmu Casino Royale. Bond řídí automobil, ve kterém veze na výslech Mr. Whita, je však napaden. Když útočníky setřese, vyslýchají Mr. Whita spolu s M a chtějí z něj dostat informace o záhadné organizaci Quantum. Bodyguard M Mitchell nečekaně při výslechu zaútočí na M a při honičce s Bondem je zabit. White však uprchne. Díky pátrání je objeven Mitchellův kontakt, Edmund Slate. Bond se za ním vydává na Haiti, aby ho zabil a při té příležitosti odhalí, že Slate byl vyslán, aby zabil ženu jménem Camille Montes. Vraždu objednal Camillin milenec Dominic Green, šéf ekologické organizace Green Planet. Bond se propojí s Dominikovým mobilním telefonem, takže je schopen sledovat jeho polohu, a také zjistí, že Green pomáhá bolivijskému generálu Medranovi při zamýšleném státním převratu, a to výměnou za zdánlivě bezcenný kus pouště.
Camille je Greenem jako „dárek“ přenechána Medranovi, který si ji odvádí na svou loď. Green Medranovi naznačí, aby ji zabil. Bond však Camille z lodi zachrání a poté sledují Greena na představení Pucciniho opery Tosca v Rakousku. Green cestou na představení v letadle uzavírá dohodu s agentem Central Intelligence Agency (CIA) Greggem Beaem o tom, že mu nebudou mařit plány navzdory protestům Felixe Leitera ze CIA. Bond se vpašuje do divadla na představení opery, kde se pomocí tajných komunikátorů přímo v hledišti domlouvají vlivní lidé na spolupráci. Bond získá jeden komunikátor a prozradí svou přítomnost, aby pořídil fotky všech, kdo zareagují, poté se snaží z představení uprchnout. Strhne se přestřelka, ve které je zastřelen bodyguard poradce ministra. M předpokládá, že ho zabil Bond, a protože má problémy s vyššími místy, rozhodne se Bonda stáhnout z jeho pozice a zablokuje všechny jeho bankovní karty. Bond bez karty nemůže odletět, aby pokračoval v pátrání, a proto odjede do Maremmy, aby požádal o pomoc svého bývalého spojence René Mathise. Bond ho přesvědčí, aby mu pomohl svými kontakty a odjel s ním do Bolívie. Po příletu je kontaktován úřednicí britského konzulátu Strawbery Fieldsovou, která mu sdělí, že ho musí eskortovat příštím letadlem do Londýna. Bond její sdělení ignoruje a při nejbližší příležitosti ji svede. Oba se pak zúčastní párty organizované organizací Green Planet.

## Postavy
- James Bond (Daniel Craig)
- Camilla Montes (Olga Kurylenko)
- Dominic Green (Mathieu Amalric)
- M (Judi Dench)
- Felix Leiter (Jeffrey Wright)
- Strawberry Fields[3] (Gemma Arterton)
- René Mathis (Giancarlo Giannini)
- Gregg Beam (David Harbour)
- Mr. White (Jesper Christensen)
- Elvis (Anatole Taubman)
- Bill Tanner (Rory Kinnear)
- Green (Kamil Krejčí)